# Oskar Blümm
Oskar Blümm (ur. 26 czerwca 1884 w Zwiesel, zm. 12 grudnia 1951 w Ursbergu) – niemiecki wojskowy, generalleutnant. Podczas II wojny światowej dowodził 57 Dywizją Piechoty.

## Odznaczenia
- Krzyż Rycerski Krzyża Żelaznego (1941)[1]
- Krzyż Żelazny I klasy (1914, 1939)[1]
- Krzyż Żelazny II klasy (I wojna światowa)[1]
- Medal za Kampanię Zimową na Wschodzie 1941/1942[1]
- Medal Pamiątkowy 1 października 1938[1]
- Medal Pamiątkowy 13 marca 1938[1]
- Order Zasługi Wojskowej z mieczami i koroną IV klasy (Bawaria)[1]